# Chiesa di San Savino (Ripatransone, San Savino)
La chiesa di San Savino è la parrocchiale patronale nella frazione di San Savino di Ripatransone, in provincia di Ascoli Piceno, che risale al XIV secolo.

## Storia
Un primo edificio religioso nel piccolo nucleo abitato di San Savino era presente sin dal XIV secolo e rimase quasi inalterato sino alla metà del XX secolo.
Questa primitiva cappella era dedicata a San Savino e nel 1571 passò dalla diocesi di Fermo a quella di Ripatransone. In tale circostanza divenne sede diocesana, e fu sussidiaria della parrocchia di San Niccolò di Ripatransone.
Nel 1937 il vescovo Luigi Ferri diede a San Savino dignità di parrocchia, pensando alla possibilità di ampliare l'edificio o di costruirne uno nuovo, ma il secondo conflitto mondiale blocco tale progetto.
Conclusa la guerra si pensò di demolire l'antica chiesa aprendo il cantiere per i nuovi lavori.
All'inizio del 1951 il nuovo edificio, che sostituiva il precedente, era completato.
Il vescovo Vincenzo Radicioni consacrò in modo solenne San Savino nel 1953.
Seguirono lavori per ultimare tutto l'edificio e le pertinenze, compresa una canonica adatta ad accogliere le necessità della comunità dei fedeli.